# Граса Фрейташ
Марія да Граса Грегоріо де Фрейташ (порт. Maria da Graça Gregório de Freitas, 26 серпня 1957, Нова-Лісабон) — португальська лікарка, фахівчиня з громадської охорони здоров'я, генеральна директор служби охорони здоров'я, головна медична спеціалістка і речниця з питань громадської охорони здоров'я в Португалії з 2018 до 2023 року. Публікувала роботи в галузі вакцинації, профілактики та боротьби з інфекційними захворюваннями, надзвичайних ситуацій у сфері охорони здоров'я та комунікації в галузі охорони здоров'я.
До свого призначення на посаду генерального директора служби охорони здоров'я вона працювала заступницею генерального директора під керівництвом свого попередника Франсішку Жоржі, та координувала кілька програм громадського здоров'я, зокрема з 1996 року національну програму вакцинації Португалії. Членкиня правління Європейського центру з профілактики та контролю захворюваності, Розширеної програми імунізації Всесвітньої організації охорони здоров'я та інших міжнародних груп.
Завдяки її значній ролі під час тривалої епідемії COVID-19 у Португалії, Граса Фрейташ була включена до списку «Jornal de Negócios» до списку 50 найвпливовіших людей 2021 року, до якого увійшли як португальські, так і закордонні особистості.

## Ранні роки
Граса Фрейташ народилася в 1957 році в Нова-Лісабон (сучасний Уамбо) в Анголі, яка на той час була заморською провінцією Португалії. Її батько був державним службовцем в державній адміністрації Анголи, а мати була домогосподаркою. За її власними словами, постать медичного працівника, яка була дуже важливою на цій території, могла привернути її до громадської охорони здоров'я; одночасно, вона також згадує, що на неї вплинули двоє дуже хороших друзів. Спочатку вона розглядала можливість працювати в сільському господарстві або лісівництві, але її батьки не рекомендували це робити, оскільки в той час можна було рідко бачити жінок в агроінженерії; у підлітковому віці вона також думала про заняття архітектурою.
Вона вступила на медичний факультет Університету Луанди в 1974 році, у рік Революції гвоздик. Наступного року Ангола здобула незалежність від Португалії завдяки Алворській угоді; у 1975 році вона виїхала до Португалії, і завершила навчання на медичному факультеті Лісабонського університету в 1980 році. Вона спеціалізувалася в галузі громадської охорони здоров'я в 1988 році, пройшла післядипломну підготовку в лікарні Санта-Марія в Лісабоні та протягом 8 місяців у громадському відділенні первинної медичної допомоги в Понте-де-Сор, сільському муніципалітеті в Алентежу.

## Кар'єра
Граса Фрейтас була помічницею з громадської охорони здоров'я та консультанткою в громадському медичному центрі Ажуда у 1990 році та знову між 1992 та 1996 роками; вона також працювала головною медичною спеціалісткою в Лісабоні та членкинею Групи гарантії якості Регіонального управління охорони здоров'я Лісабона. У цей час вона особливо зацікавилася вакцинацією людей в Ажуді та Рестело, яку вона описала як «свого роду хрестовий похід». У 1990—1991 роках вона працювала в Управлінні охорони здоров'я Макао, де була головною спеціалісткою із охорони здоров'я, координаторкою громадських центрів здоров'я, керувала програмою стажування в галузі охорони здоров'я.
Після співпраці з Жозе Перейра Мігелем у дослідницькому проєкті її запросили стати його доценткою на медичному факультеті Лісабонського університету, цю посаду вона займала понад 20 років, з 1995 по 2017 рік. Вона часто читала свої лекції, сидячи поруч зі своїми студентами в амфітеатрі, заохочуючи дискусію. Однак вона не продовжила академічну кар'єру та не вступила до докторантури. З 2000 по 2004 рік вона також викладала на факультеті стоматологічної медицини університету.
У 1996 році на запрошення Жорже Торгала вона перейшла на роботу до Генерального директорату охорони здоров'я керівницею відділу інфекційних захворювань і координаторкою національної програми вакцинації. З 1998 року вона також очолювала Технічний комітет з імунізації. У 2005 році вперше призначена заступницею генерального директора, і їй було доручено кілька різних завдань: вона відповідала за план дій у надзвичайних ситуаціях при пандемії грипу (2006—2007), за служби епідеміології та статистики охорони здоров'я (2007—2012), за відділ профілактики та контролю захворювань (2007—2009), за функціональну вісь щодо запобігання, стримування та боротьби з пандемією грипу (2009—2010), за служби профілактики та контролю захворювань (2009—2012), а також за служби профілактики захворювань та зміцнення здоров'я (2012—2017).
В інтерв'ю 2018 року Граса Фрейтас згадала про епідемію SARS 2003 року та «глибокі страждання», поки не було ідентифіковано збудника SARS-CoV, як найскладніший момент у її кар'єрі в Генеральному директораті охорони здоров'я. Вона також пригадала, як плакала, коли генеральна директор ВООЗ Маргарет Чен оголосила про початок пандемії грипу H1N1 у 2009 році в прямому ефірі, коли це нагадало про спустошення пандемії грипу 1918 року. Вона підтримувала «надмірне» створення запасів противірусного препарату озельтамівір, оскільки лише заднім числом можна було знати, що пандемія буде набагато м'якшою, ніж очікувалося

### Генеральна директор служби охорони здоров'я
Граса Фрейташ змінила Франсіску Жоржі на посаді генеральної директора лужби охорони здоров'я у 2018 році, та стала другою жінкою, яка зайняла цю посаду після Марії Луїзи ван Зеллер у 1960-х роках; Фрейташ уже обіймала цю посаду на тимчасовій основі, оскільки Жоржі досягла віку виходу на пенсію в жовтні 2017 року. Відразу після заміни Жоржі їй довелося мати справу з невеликим спалахом вітряної віспи; як генеральна директор, вона також відповідала за проведення заходів під час двох спалахів легіонельозу, спалаху кору, надмірну смертність, пов'язану з епідемією грипу, а також спекою.

### Пандемія COVID-19
Граса Фрейташ відіграла важливу роль під час епідемії COVID-19 у Португалії, і з цієї причини стала знайомим обличчям для португальської громадськості, оскільки вона з'являлася в щоденних телевізійних новинах про перебіг епідемії, часто разом із міністеркою охорони здоров'я Мартою Темідо та державним секретарем охорони здоров'я Антоніу Ласердою Салешем.
Грасу Фрейташ критикували за її зауваження у січні 2020 року про те, що хвороба не є приводом для тривоги, оскільки «існує найменший шанс передачі від людини до людини», і, з цієї причини, вона вважала, що «великої ймовірності того, що вірус [може] потрапити до Португалії [немає], оскільки навіть у Китаї спалах [вдалось] локалізувати», назвавши стурбованість щодо пандемії «трохи надмірною». Це було до того, як з'явилися перші докази зараження від людини до людини за межами Китаю, і до того, як Всесвітня організація охорони здоров'я почала визнавати цю динаміку передачі наприкінці січня та на початку лютого. Перші зареєстровані випадки COVID-19 у Португалії були підтверджені 2 березня. Пізніше вона скаже, що усвідомлювала серйозність ситуації, але не уявляла, що вона набуде таких драматичних санітарних, економічних і соціальних масштабів.
Сама Фрейташ мала позитивний результат на COVID-19 1 грудня 2020 року, в неї спостерігався легкий перебіг хвороби. У липні 2021 року повідомлялося, що вона перебувала на карантині вдома після контакту з високим ризиком 9 липня, навіть після того, як була повністю вакцинована, суворо дотримуючись інструкцій, виданих Генеральним директоратом охорони здоров'я.

## Нагороди та відзнаки
За досягнення координаторкою національної програми вакцинації Граса Фрейташ була нагороджена срібною медаллю міністерства охорони здоров'я «За видатні заслуги» у 2005 році. У 2002 році вона отримала подяку від міністра охорони здоров'я Антоніо Коррея де Кампоша, «беручи до уваги якість її роботи щодо інфекційних захворювань загалом і, зокрема, тих, яким можна запобігти за допомогою вакцинації». У 1985 році вона також була нагороджена подякою за її роботу в офісі епідеміології та досліджень Лісабонського регіонального управління охорони здоров'я щодо стримування останнього спалаху дифтерії в країні. У 2002 році вона отримала подяку та медаль від Європейського регіонального бюро Всесвітньої організації охорони здоров'я за внесок у успішну ліквідацію місцевого поліомієліту в Португалії та Європі.

### Національні нагороди
- Великий хрест Ордена Заслуг (16 січня 2023)[15]

## Особисте життя
Граса Фрейташ одружена, має внучок. Вона палила понад 20 років, кинула в 2000 році за допомогою варенікліну, мотивована Франсішку Жоржі і зростаючими труднощами підйому на крутий схил Аламеда Дом Афонсу Енрікеса, щоб дістатися до офісів Генерального директорату охорони здоров'я.
Граса Фрейташ як хобі займається колекціонуванням рослин та вирощує камелії та орхідеї. Вона також любить подорожувати, щоб відвідати ботанічні сади. Вона є великою шанувальницею читання, її улюбленою книгою є «Будинок для пана Бісваса» В. С. Найпола, яку їй прочитали у віці 4 років. Її улюбленою піснею є «Estrela do Mar» Жоржі Пальми.
Граса Фрейташ спить з першої години ночі до пів на п'яту ранку. Стрес, пов'язаний із наглядом за всіма питаннями охорони здоров'я в Португалії під час епідемії COVID-19, що вона описала як «пробігти марафон на Еверест», був причиною того, що вона втратила від 5 до 6 кілограмів за перший місяць після початку спалаху хвороби в країні.